# Luna 9
Luna 9 (o Lunik 9), sèrie E-6(M), va ser una sonda no tripulada del programa espacial soviètic que es va llançar el 31 de gener de 1966. La sonda va allunar amb èxit el 3 de febrer del mateix any en el Mar de les Tempestats (en les coordenades 7,08°N-64,4°W). Va ser el primer objecte construït per l'home en posar-se suaument en un altre cos celeste. Quan es va posar, va obrir les seves llargues plaques amb forma de pètals i va fer fotos del panorama. Va transmetre fotos i dades durant tres dies.
La sonda, dissenyada per l'oficina OKB 1 de Serguei Koroliov, tenia al llançament un pes de 1.580 kg. Les sondes d'aquesta sèrie, quan es posaven sobre la superfície lunar a uns 15 metres per segon, ejectaven mecànicament la càrrega útil: una esfera envoltada per una bossa d'aire que actuava com a amortidor del cop. Després, la bossa es desinflava i s'obrien quatre peces en forma de pètals que posaven al descobert càmeres, antenes i altres instruments.
La càrrega útil tenia un pes de 82 kg. En versions posteriors es va augmentar el pes a 230 kg.

## Context

### Programa Luna
Luna 9 formava part del programa espacial soviètic Luna. Aquest programa va desenvolupar més de 40 missions entre 1959 i 1976 amb l'objectiu d'estudiar la Lluna. Els objectius del programa venien dictats, en part, per imperatius polítics, ja que responia a la carrera espacial que la Unió Soviètica mantenia amb els Estats Units; aquesta cursa era una prova del desenvolupament tecnològic d'ambdues nacions i, de retruc, de la superioritat del règim polític que representaven.
Les sondes del programa Luna van realitzar el primer vol prop de la Lluna de la història (Luna 1 el gener de 1959), van aconseguir topar contra el nostre satèl·lit també per primer cop (Luna 2 el setembre de 1959) i va fer-ne les primeres fotos a la seva cara oculta (Luna 3 l'octubre de 1959). El programa Luna va patir una sèrie de 13 fracassos entre els anys 1960 i 1965, dels quals només cinc es van fer oficials.

### Nou propulsor i nova sonda espacial

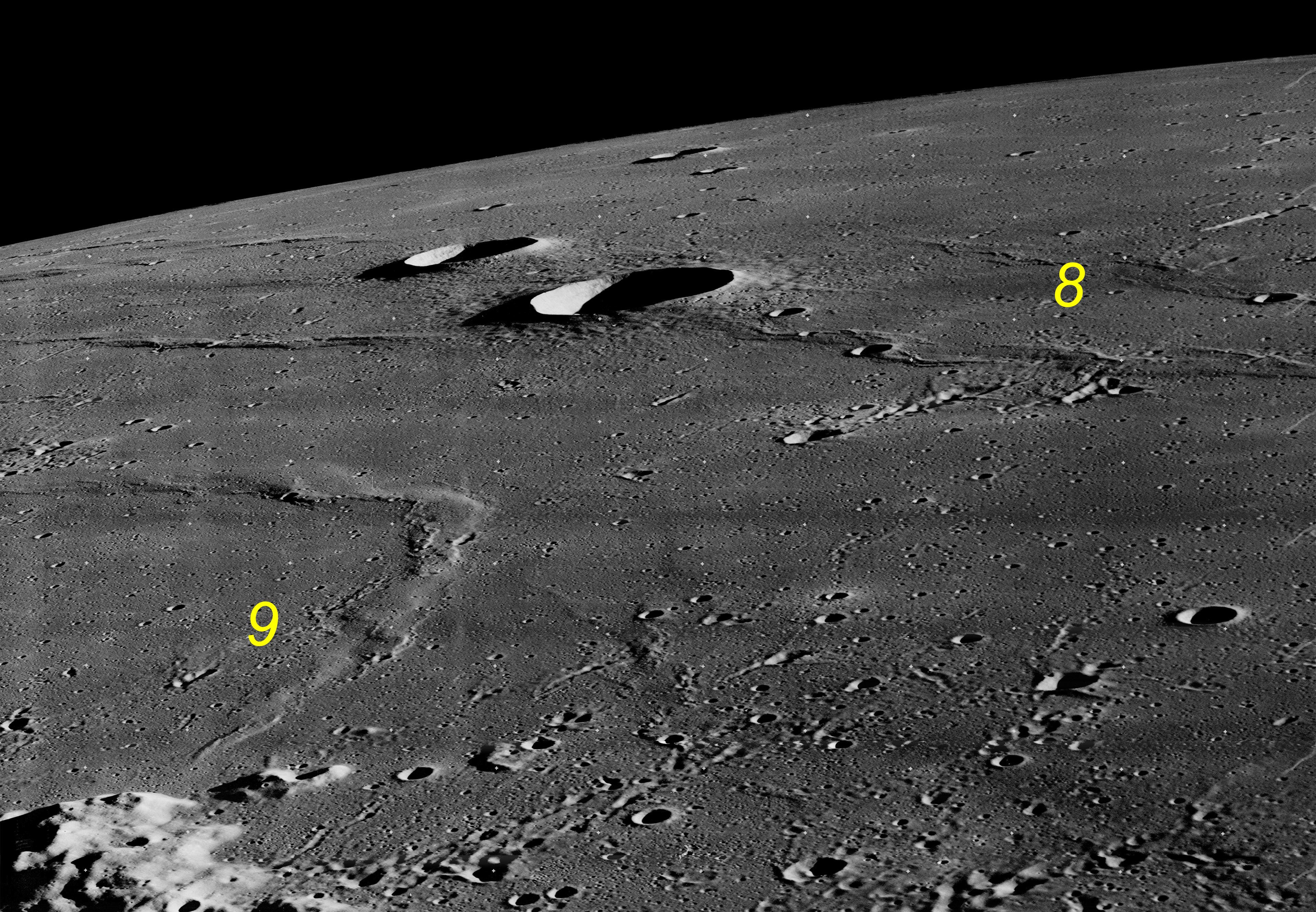
Vista obliqua de la Planitia Descensus, a la Lluna, orientada al nord. El cràter Galilaei és el més gran que es veu al centre. Hi ha marcades les ubicacions aproximades dels llocs d'aterratge del Luna 8 i del Luna 9.

El cap del programa soviètic, Sergei Korolev, va proposar-se aconseguir un aterratge suau sobre el terra lunar. Per aconseguir-ho, es va desenvolupar una variant més potent del propulsor del Luna, El nou coet, anomenat Molniya, tenia una tercera etapa més potent (bloc I) i una quarta etapa (bloc L). Amb aquesta configuració, podia desplaçar 1,5 tones en una òrbita de trànsit a la lluna. Aquest nou disseny superava amb escreix els antics models Luna, que tan sols eren capaços de desplaçar 300 kg.
Per a complir la seva missió, el coet començava col·locant-se en òrbita baixa al voltant de la Terra, després d'un període de vol sense alimentació, s'encenia la quarta etapa per a col·locar la sonda espacial en la trajectòria correcte cap a la Lluna. La sonda era nova. De tipus Ye-6, tenia una etapa propulsora que havia d'anul·lar la velocitat d'arribada al sòl lunar i una càrrega útil esfèrica capaç d'absorbir el xoc de la velocitat residual.

### Una sèrie de fracassos
El primer llançament de la nova sonda es va fer el 4 de gener de 1963, però va fallar quan la quarta etapa del seu propulsor no va poder reiniciar-se en l'òrbita terrestre. Onze sondes de la sèrie Ye-6, de les quatre només quatre es van fer públiques (del Luna 4 al Luna 8), van ser llançades entre el gener del 1963 i el desembre de 1965, però cap va aconseguir completar la missió prevista: quatre sondes van ser víctimes d'errors de llançament, dues es van perdre quan la quarta etapa de propulsió va fallar, dues sondes més es van perdre durant el trànsit Terra-Lluna, mentre que tres altres van estavellar-se contra la superfície lunar. Es tracta d'un període fosc per a l'astronàutica soviètica.
A finals de 1965, Korolev es va traslladar a l'oficina d'enginyeria de Làvotxkin com a responsable del programa de sondes espacials. L'enginyer Georgui Babakin, que dirigia l'oficina, va realitzar dues modificacions a la sonda que va ser rebatejada amb el nom de Ye-6m: per un costat va modificar els coixins de seguretat que havien d'amortitzar els cops de l'aterratge inflant-se ara després de la seqüència de frenada, i per un altre va redissenyar el sistema d'orientació de la sonda.

## Desenvolupament de la missió Luna 9
El primer intent de llançar el nou model de sonda va ser un èxit. La sonda Luna 9 es va llançar el 31 de gener de 1966 i va aterrar a l'Oceanus Procellarum ("Oceà de les Tempestes") de la Lluna sense problemes el 3 de febrer de 1966, a les 18 h 44 m 52 s UTC. Va enviar les primeres imatges panoràmiques del sòl lunar. Set sessions de transmissió, en un total de 8 hores i 5 minuts, van permetre la reconstitució de quatre panoràmiques lunars més abans que la bateria del Luna 9, l'única font d'energia que tenia, s'esgotés. Un cop muntades les panoràmiques, es va poder observar una vista panoràmica del lloc de l'aterratge. Les fotografies mostraven un paisatge amb algunes roques i l'horitzó situat a 1,4 km de la sonda.
Els soviètics van vèncer una vegada més els nord-americans que van aconseguir situar el Surveyor 1 en sòl lunar el 2 de juny de 1966 al primer intent, després d'haver hagut de retardar la missió durant molt de temps pels problemes en l'etapa del Centaur. Una segona missió d'aterratge lunar soviètica del mateix model, el Luna 10, es va posar en marxa el 21 de desembre de 1966 i també va aconseguir aterrar a la Lluna sense cap entrebanc.

### Dades del llançament
- Data del llançament: 31 de gener de 1966 a les 11 h 45 min 0 s (UTC)
  - Lloc del llançament: Toretam, Cosmòdrom de Baikonur (Kazakhstan)
  - Coet: Molniya
  - Massa: 1 580 kg
- Data d'aterratge: 3 de febrer de 1966 a les 18 h 44 min 52 s (UTC)
  - Longitud del lloc d'aterratge: 295,63° E
  - Latitud del lloc d'aterratge: 7,08° N

## Objectius de la missió

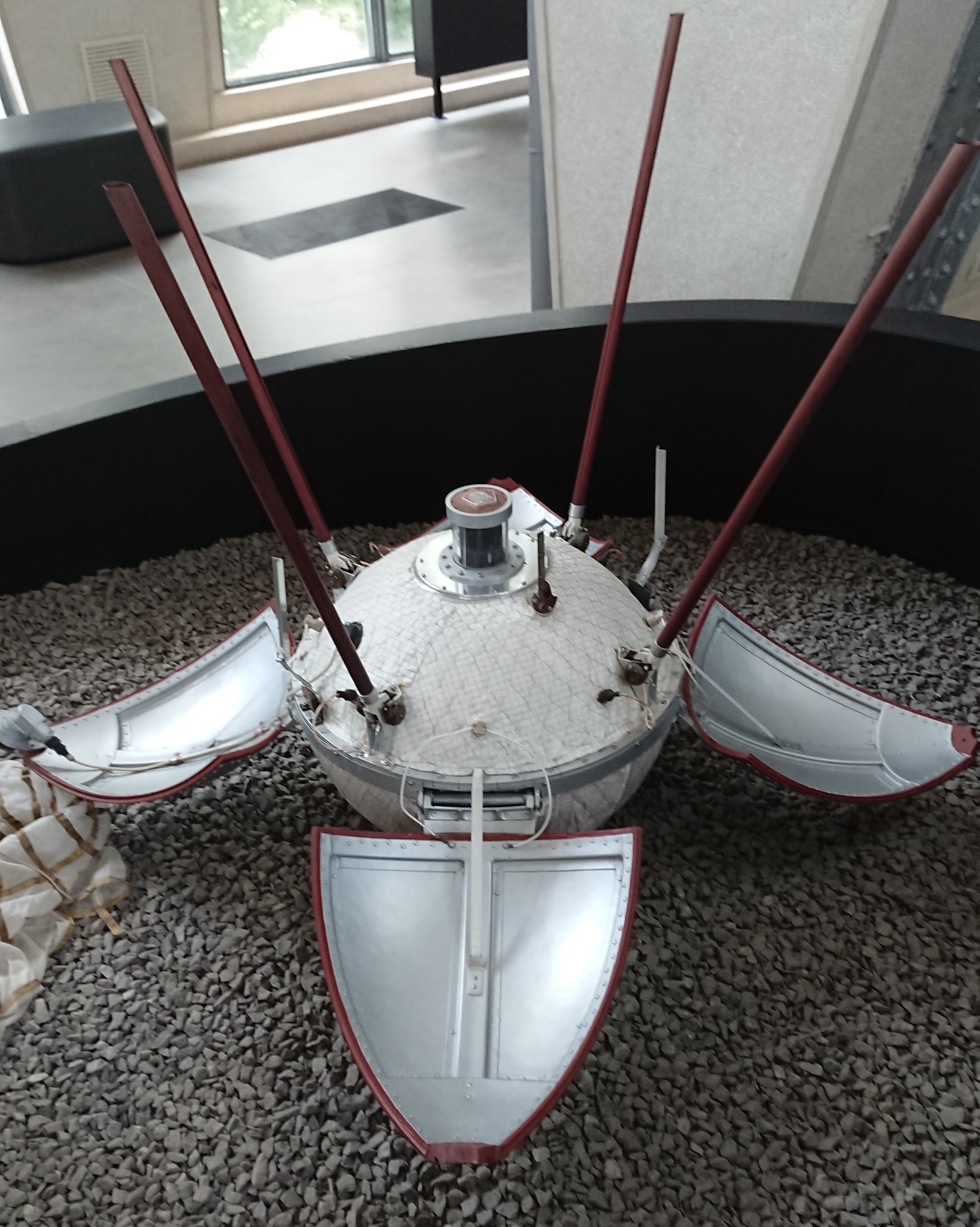
Estació interplanetària automàtica Luna-9.

L'objectiu de la missió Luna 9 era obtenir informació sobre les característiques del sòl lunar. Entre elles es poden esmentar:
- La quantitat de cràters, la seva estructura i mida.
- La quantitat, distribució i grandària de les roques.
- Les propietats mecàniques de la superfície, com ara la seva resistència, cohesió o compressibilitat.
- La detecció i reconeixement dels processos de formació geològics visibles a la superfície lunar.

## Característiques tècniques
La sonda, tipus Ye-6M, tenia una longitud de 2,7 metres per a una massa aproximada d'1,6 tones.
El sistema de propulsió principal es basava en un motor de coet Isayev, de 4,64 tones, de propulsió i consum d'ergol hipergòlic, que tenia la missió d'anul·lar la velocitat de la sonda abans d'aterrar. Per controlar-ne l'actitud durant la fase de descens, es feien servir quatre petits motors de 245 newtons de potència situats als costats de la nau.
El compartiment del motor el coronava un compartiment a pressió que contenia el sistema d'aviónica i de telecomunicacions. Als flancs d'aquest mòdul hi havia dos submòduls. Un contenia un altímetre de radar que servia per disparar el motor de coet durant el descens, així com els motors responsables del control de l'actitud durant el trànsit Terra-Lluna. El segon contenia els sensors encarregats de determinar l'orientació durant el vol.
A la part superior hi havia el tren d'aterratge en si mateix, que era una esfera de 58 cm de diàmetre hermèticament segellada i amb un pes de 105 kg. Contenia un sistema de telecomunicacions, un programador, un sistema de control tèrmic, bateries i instruments científics. L'esfera estava envoltada per dos coixins de seguretat que s'inflaven durant la fase de descens i la protegia del xoc de l'aterratge. Un cop en sòl lunar, l'esfera s'obria i desplegava quatre pètals i quatre antenes de 75 cm de llarg. Les bateries proporcionaven suficient energia per a cinc hores d'activitat del sensor durant un període de quatre dies. Els pètals desplegables i un centre de massa descentrat asseguraven que la sonda aterrés amb la cara superior cap amunt.